# Zlatoroh
Zlatoroh, edice ilustrovaných monografií vydávaná Spolkem výtvarných umělců Mánes pod vedením Maxe Švabinského v letech 1909–1930

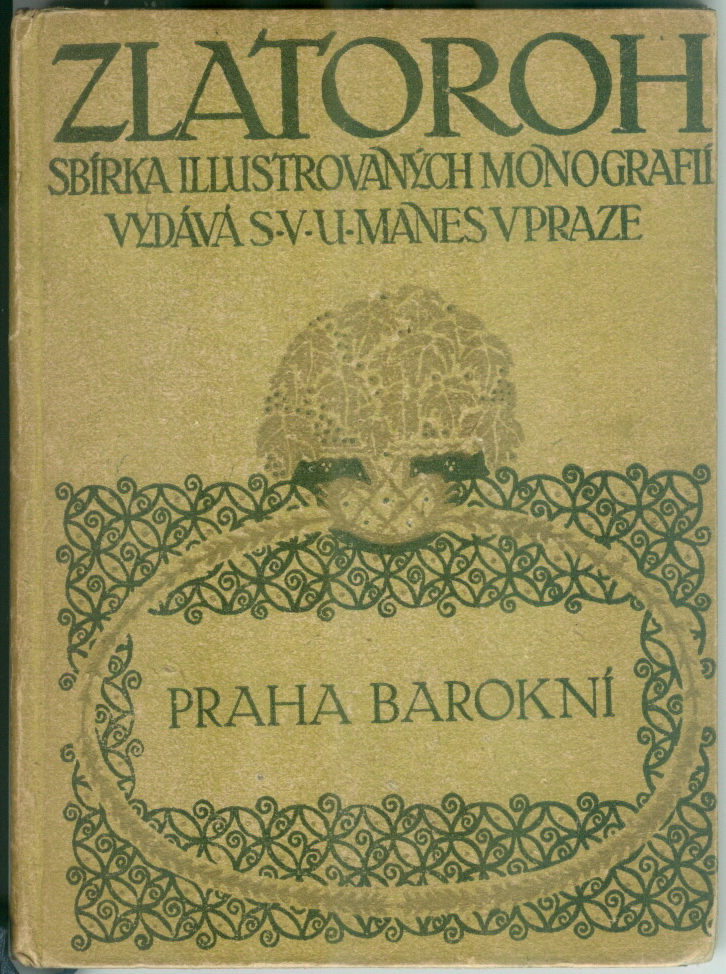
Typická úprava obálky

| číslo | autor                   | název                     | rok vydání | poznámka                |
| ----- | ----------------------- | ------------------------- | ---------- | ----------------------- |
| 1     | Miloš Jiránek           | Josef Mánes               | 1909       | další vydání 1917, 1921 |
| 2     | Arne Novák              | Jan Neruda                | 1910       |                         |
| 3     | Arne Novák              | Praha barokní             | 1910       | další vydání: 1915      |
| 4     | Emanuel Chalupný        | Karel Havlíček            | 1911       |                         |
| 5–7   | Václav Tille            | Božena Němcová            | 1911(?)    | další vydání 1914, 1920 |
| 8–9   | Emanuel Chalupný        | Josef Jungmann            | 1911       |                         |
| 10–12 | Václav Chaloupecký      | Palacký                   | 1912       |                         |
| 13    | Miloš Jiránek           | Hanuš Schwaiger           | 1912       |                         |
| 14–15 | Karel Boromejský Mádl   | Mikoláš Aleš              | 1912       |                         |
| 16–18 | František Václav Krejčí | Jaroslav Vrchlický        | 1913       |                         |
| 19–21 | Antonín Matějček        | Galerie v Rudolfině       | 1913       |                         |
| 22–23 | Josef Bartoš            | Zdeněk Fibich             | 1914       |                         |
| 24–27 | Karel Hoffmeister       | Bedřich Smetana           | 1915       |                         |
| 28–30 | František Václav Krejčí | Jan Hus                   | 1915       |                         |
| 31–32 | Josef Bartoš            | Miroslav Tyrš             | 1916       | další vydání 1930       |
| 33–34 | František Václav Krejčí | Karel Hynek Mácha         | 1916       |                         |
| 35–37 | Hugo Traub              | František Ladislav Rieger | 1922       |                         |
| 38–39 | Josef Bartoš            | Josef Bohuslav Foerster   | 1923       |                         |
| 40–41 | Jindřich Vančura        | Arnošt Denis              | 1923       |                         |
| 42–44 | Rudolf Urbánek          | Jan Žižka                 | 1925       |                         |
| 47–52 | Jan Herben              | T. G. Masaryk I–III       | 1926–1927  | další vydání 1930       |
| 53    | Arne Novák              | Josef Dobrovský           | 1928       |                         |
| 54–55 | Otakar Šourek           | Antonín Dvořák            | 1929       |                         |